# Fender Coronado
Fender Coronado je električna gitara potpuno šupljeg tijela s dva tanka "f" proreza na gornjoj ploči koju je Fender proizveo 1965. godine.

Pretpostavlja se da je model dizajnirao Roger Rossmeisl u cilju da što bolje popularizira korištenje poluakustičnih jazz stil gitara nakon uspjeha Epiphone Casino modela gitare od strane engleske rock grupe Beatlesi. Tijekom svog rada u tvrtci Fender dizajnirao je i model Fender Montego koji s modelom Coronado dijeli isti fiksni "F" oblik žičnjaka, i
model Wildwood proizveden 1967. godine koji ima identičnu glavu vrata s modelom Stratocaster. Roger Rossmeisl prethodno je radio za kampaniju Rickenbacker.

Modeli Coronado su električne gitare dizajnirane sa šupljim tijelom, nešto slično kao model Gibson ES-335 i Epiphone Casino iz 1958. godine, s tom razlikom što model Coronado nije imao masivnu uzdužnu drvenu popunu kroz središnji dio tijela. Ovakav dizajn modela unatoč vizualnoj sličnosti s modelom Coronado čini ih ipak različitim.
    
U vremenu od 1966. – 1972. godine proizvedene su tri verzije Coronado modela gitare i jedan model bas-gitare.

Fender Coronado I u originalu je s jednim elektromagnetom bliže vratu gitare, kontrolnim potovima za ton i glasnoću. Model je bio dostupan u paleti crvene boje, sunburst tehnici ili u prilagođenoj završnici. Proizvodnja je prestala 1970. godine.

Fender Coronado II imao je dodatni drugi elektromagnet pri mostu gitare, i kontrolne potove za ton i glasnoću. Uz pomoć tropolnog preklopnika odabrala bi se boja za svaki elektromagnet. Na vratu gitare uočljive su kvadratne oznake tonova, a model je bio dostupan i u Wildwood završnici s vibrato ručicom.

Coronado II Wildwood je isti kao i model Coronado II samo što je Willdwood bio dostupan u više (šest) kombiniranih boja. Boje modela bile su označene rimskim brojevima tako da su predstavljale stvarni vodić jer su modeli jedan od drugog izgledali potpuno drugačije. Sažetak redosljeda izgledao je ovako:

I - oznaka za zelenu kombinaciju boja, 
II - oznaka za zlatnu i smeđu kombinaciju boja,
III - oznaka za ljubičastu i zlatnu kombinaciju boja,
IV - oznaka za tamno plavu boju,
V - oznaka za ljubičastu i plavu kombinaciju boja i
VI - oznaka za plavu i zelenu kombinaciju boja. 
Svi modeli imaju izrađen vrat gitare od javora, palisander za hvataljku s uočljivim kvadratnim oznakama tonova. Poneki Kingman modeli iz 1969. godine također koriste (iako nije navedeno) Wildwood za stražnju plohu i bočne strane. Čak i modelima Fender Telecaster proizvedenim 1971. godine tijelo gitare rađeno je od Wildwooda, i zbog toga nikad nije ni stavljen u punu proizvodnju. Modeli Rogers bubnjevi i njihov poznati predstavnik Dynasonic doboša iz kasnih '60ih također je rađen od divlje bukve.

Fender Coronado XII je predstavljen 1967. godine. To je model gitare s dvanajst žica, s kombinacijom od dva elektromagneta bliže vratu i jednim bliže mostu gitare. Kontrolni potovi su bila po dva za glasnoću i ton, a odabir elektromagneta vršio se pomoću tropolnog preklopnika. Kao i model Coronado II imao je kvadratne oznake tonova na hvataljci vrata gitare i bio je dostupan u istoj Wildwood završnici i kombinaciji boja.

Fender Coronado Bass I gitara proizvedena je 1966. godine i bas verzija je električne gitare Coronado I. Model ima konfiguraciju od jednog elektromagneta bliže vratu gitare s kontrolnim potovima za glasnoću i ton.

Fender Coronado Bass II gitara proizvedena je 1967. godine i bas verzija je električne gitare Coronado II. Konfiguracija elektromagneta je od dva elektromagneta (vrat i most) s po dva kontrolna pota za glasnoću i ton, koji se odabiru pomoću tropolnog preklopnika. Model (tijelo i vrat od 21 polja) izrađeno je od javora s hvatljkom od palisandera na kojoj su sedefne oznake tonova. Boja je dostupna kao i u primjeru gitarskog modela.

Modelima Wildwood prednja i stražnja ploča izrađene su od laminirane bukve (javor je u drugim modelima). Tijelo gitare je lakirano nitroceluloznim lakom visokog sjaja koji se danas više ne upotrebljava. Inače, gradnja ovakvog modela gitare zahtijevala je posebnu pripremu i odabir stabla čiji se rast, tvrtoća i zrnatost pratila sve do sječe. Za vrijeme rasta biljci se u tijelo kontrolirano ubrizgavala kemijska supstance željene boje, što je kasnije bilo ogledalo prirodne boje modela gitare.

Koliko je poznato danas postoji samo jedan primjerak takvog uratka gitare u plavoj boji, a nalazi se u privatnoj kolekciji, u Kaliforniji.

Vjerojatno najneobičnija značajka Fendera je ugradnja popularnih jazz DeArmond elektromagneta (napravljeni u Toledu, u Ohiju) u model Coronado. Za razliku od modela Montego, modeli Coronado izrađeni su u SAD-u, ali su distrubuirani pomoću Victoria Luggage Co kompanije zajedno s njezinim pošiljkama.

Nakon što ga je u izvedbi pjesme There Ain't Nothing Like a Song, s Nancy Sinatrom 1968. godine u završnoj sceni filma Speedway (film) koristio popularni američki pjevač Elvis Presley popularnost modela Coronado značajno je porasla. Također, Elvis Presley je koristio Rossmeislov dizajn pretočen u kreaciju Fendera u filmu Clambake gdje je Fender Wildwood korišten, i može se vidjeti u dvije scene.

Model je od samog početka bio reklamiran i namijenjen džez glazbenicima koji preferiraju električne modele gitara sa šupljim tijelom, i gaje stil sviranja koji izražava prirodnu rezonancu dubine i visine tona.

Unatoč uloženim sredstvima model Coronado na tržištu nije postigao očekivani uspjeh. 

## Korisnici
- Colin Greenwood u engleskoj rock grupi Radiohead, koristio je Fender Coronado Bass
- Death Cab for Cutie
- Elvis Presley
- Flaming Lips
- Grant-Lee Phillips koristio je Fender Coronado XII
- James Husband
- Jimmy Vaughan
- Josh Klinghoffer u grupi Red Hot Chili Peppers
- Matt Nathanson
- Mogwai
- Roscoe Beck
- Scott McMicken u američkoj rock grupi Dr. Dog
- Sergio Pizzorno u engleskoj rock grupi Kasabian
- Simon Tong
- Soul Coughing
- Steve Kilbey u australskoj rock grupi The Church, koristio je Fender Coronado Bass
- The Dandy Warhols

## Vanjske poveznice
- "Informacije i slike o Fender Coronado medelu"
- "Kolekcija modela gitara Fender Coronado XII"